# Yokohama
Yokohama (横浜市 Yokohama-shi?) este un municipiu din Japonia. Este centrul administrativ al prefecturii Kanagawa, cel mai mare port și al doilea oraș ca mărime (după Tokio) din Japonia.

## Istoria
Yokohama a fost un mic sat pescăresc până la sfârșitul erei feudale Edo, pe când Japonia se afla în autoizolare, având foarte puțin contact cu străinătatea (excepții, în oarecare măsură fiind China și Olanda). În 1853 și în 1854, comandorul american Matthew Perry a ajuns la sud de Yokohama cu o flotă de vase americane de război, cerând ca Japonia să deschidă câteva porturi pentru comerț cu stăinătatea, obținând până la urmă permisiunea șogunatului Tokugawa. Unul din porturile care a fost deschis a fost orășelul Kanagawa-juku (ceea ce este sectorul Kanagawa al orașului Yokohama) care se afla pe ruta Tōkaidō, un drum strategic care lega capitala, Edo, cu orașele din vestul Japoniei Kyoto și Osaka. Totuși, șogunatul Tokugawa a considerat că Kanagawa-juku este prea aproape de ruta Tōkaidō, și a decis să construiască facilități portuare pe partea opusă a golfulețului în satul de pescari Yokohama. Portul Yokohama a fost deschis pe 2 iunie 1859. Astăzi, Yokohama este cel mai mare port din Japonia.
Portul Yokohama a devenit repede baza comerțului cu străinătatea. Primul ziar japonez în limba engleză a fost Japan Herald, fondat în 1861. Străinii locuiau în zona numită Kannai ("interiorul barierelor"), care era înconjurat de un șanț cu apă, și erau protejați de statutul lor extrateritorial atât în interiorul Kannai-ului cât și în afara lui. Mulți străini ieșeau în afara Kannai-ului, și nu puține au fost incidentele în care au fost implicați. "Incidentul Namamugi", unul din evenimentele care au precedat căderea șogunatului, s-a petrecut  în 1862 în ceea ce acum este sectorul Tsurumi.
După restaurația Meiji din 1868, portul a fost dezvolta pentru comerț cu mătase, partenera principală fiind Marea Britanie. Multe influențe europene au trecut mai întăi prin Yokohama, de exemplu primul ziar zilnic în japoneză (1870) lămpile cu gaz pe străzi (1872). În același an, 1872, prima linie ferată din Japonia, care lega Yokohama cu gările Shinagawa și Shimbashi în Tokyio. În același an, Jules Verne a folosit Yokohama pentru un episod în cartea sa "Ocolul lumii în 80 de zile".
În 1887, un comerciant britanic, Samuel Cocking, a construit prima uzină electrică, pe bază de cărbune, mai întâi pentru uz propriu, dar devenind mai târziu baza uzinei electrice centrale din Yokohama. Yokohama a devenit oficial oraș pe data de 1 aprilie 1889. Când legile extrateritoriale în zonele pentru străini au fost abolite în 1899, Yokohama era cel mai cosmopolit oraș din Japonia, zonele pentru străini extinzându-se de la Kannai la Yamate și la cartierul chinezesc.
Industria s-a dezvoltat rapid la începutul secolului 20. Antreprenori au construit fabrici pe teren recuperat din ocean, la nordul orașului înspre Kawasaki, cea ce a devenit ulterior zona industrială Keihin. Dezvoltarea industriei a adus afluență orașului Yokohama, unde mulți bogătași și-au construit locuințe luxoase, dar influxul rapid al populației, printre care și imigranți din Coreea, a contribuit la formarea zonei Kojiki-Yato, cea mai mare și sărăcăcioasă mahala în Japonia la ora aceea.
Orașul a fost distrus în marea sa majoritate de cutremurul din 1 septembrie 1923 care a omorât peste 23.000 de oameni la Yokohama. Atunci, mulți coreeni au fost omorâți de către "gărzi patriotice" în zona Kojiki-yato, datorită unor zvonuri, nefondate de altfel, cum că aceștia ar pregăti o rebeliune și sabotaj. Legea marțială a fost menținută până pe 19 noiembrie. Din molozul creat de cutremur s-au construit parcuri pe teren recâștigat din ocean, cel mai cunoscut parc fiind Yamashhita, care a fost inaugurat în 1930.
Yokohama a fost reconstruit, dar a fost din nou distrusă de vreo 30 de raiduri aeriene americane în timpul războiului al doilea mondial. În jur de 7.000–8.000 de oameni au murit într-o singură dimineață, pe data de 29 mai 1945, când bombardiere B-29 au atacat cu bombe incendiare timp de o oră și 9 minute, distrugând 34% din oraș.
În timpul ocupației americane de după cel de război, Yokohama a fost un centru principal de transfer pentru materiale și trupe, în special în timpul războiului din Coreea. După ocupație (care a durat până în 1952), majoritatea activității navale americane a fost mutată de la Yokohama la Yokosuka (la sud de Yokohama).
Construcția zonei moderne Minato Mirai 21 ("Port Viitor 21"), construită pe teren recâștigat din ocean, a început în 1983. Minato Mirai 21 a fost locul unde Yokohama Exotic Showcase a avut loc în 1989, unde pentru prima dată au fost puse în operație publică trenuri maglev în Japonia, și inaugurarea ceasului gigantic CosmoClock 21, la acea vreme cea mai mare roată gigantică din parcuri de distracții din lume. Tot în 1989 a fost inaugurat podul de 860 m lungime, Yokohama Bay Bridge.
În 1993 în Minato Mirai a fost inaugurat turnul Yokohama Landmark Tower (295,8 m), cea mai înaltă clădire din Japonia.

## Sectoare administrative
Orașul este împărțit în 18 sectoare administrative numite ku (区):
| - Aoba-ku (青葉区) - Asahi-ku (旭区) - Hodogaya-ku (保土ヶ谷区) - Isogo-ku (磯子区) - Izumi-ku (泉区) - Kanagawa-ku (神奈川区) - Kanazawa-ku (金沢区) - Kōhoku-ku (港北区) - Kōnan-ku (港南区) | - Midori-ku (緑区) - Minami-ku (南区) - Naka-ku (中区) - Nishi-ku (西区) - Sakae-ku (栄区) - Seya-ku (瀬谷区) - Totsuka-ku (戸塚区) - Tsurumi-ku (鶴見区) - Tsuzuki-ku (都筑区) |

## Educația
Yokohama avea în 2009 295 de grădinițe, 358 de școli elementare, 177 de școli medii, 96 de licee generale, 63 de licee cu profil de specialitate, 22 de școli pentru handicapați, 17 universități (daigaku) și 6 institute de învățământ superior de 2 ani (tanki daigaku).

## Transport
„Shin-Yokohama” este punct de oprire a trenurilor shinkansen de pe linia Tōkaidō.
Gara Yokohama este și ea un punct de transport important (a cincea cea mai aglomerată gară din Japonia), cu cca. 2,05 milioane de pasageri zilnic.
Sistemul de transport cu tramvaie și trolee a încetat în 1972, anul în care prima linie a metroului din Yokohama a fost inaugurată. Actualmente (2012), metroul, care este administrat de către municipiu, are două linii.

## Obiective turistice
- Parcul Yamashita (cu fostul vas transoceanic Hikawa-maru)
- Yokohama Marine Tower (a fost cel mai înalt far din lume)
- Cartierul chinezesc (Chūkagai)
- Strada Motomachi (magazine etc.)
- Cimitirul străinilor
- Minato no mieru oka kōen (Parcul cu vedere spre port)
- Minato Mirai 21

## Personalități născute aici
- Tōru Furuya (n. 1953), actor;
- Satoshi Furukawa (n. 1964), chirurg, astronaut;
- Takehito Koyasu (n. 1967), actor;
- Minoru Suzuki (n. 1968), wrestler;
- Yuta Watanabe (n. 1994), baschetbalist;
- Yuma Kagiyama (n. 2003), patinator artistic.

## Orașe înfrățite
- Constanța, România
- Lyon, Franța
- Manila, Filipine
- Mumbai, India
- Odessa, Ucraina
- San Diego, SUA
- Shanghai, China
- Vancouver, Canada[6]

## Galerie

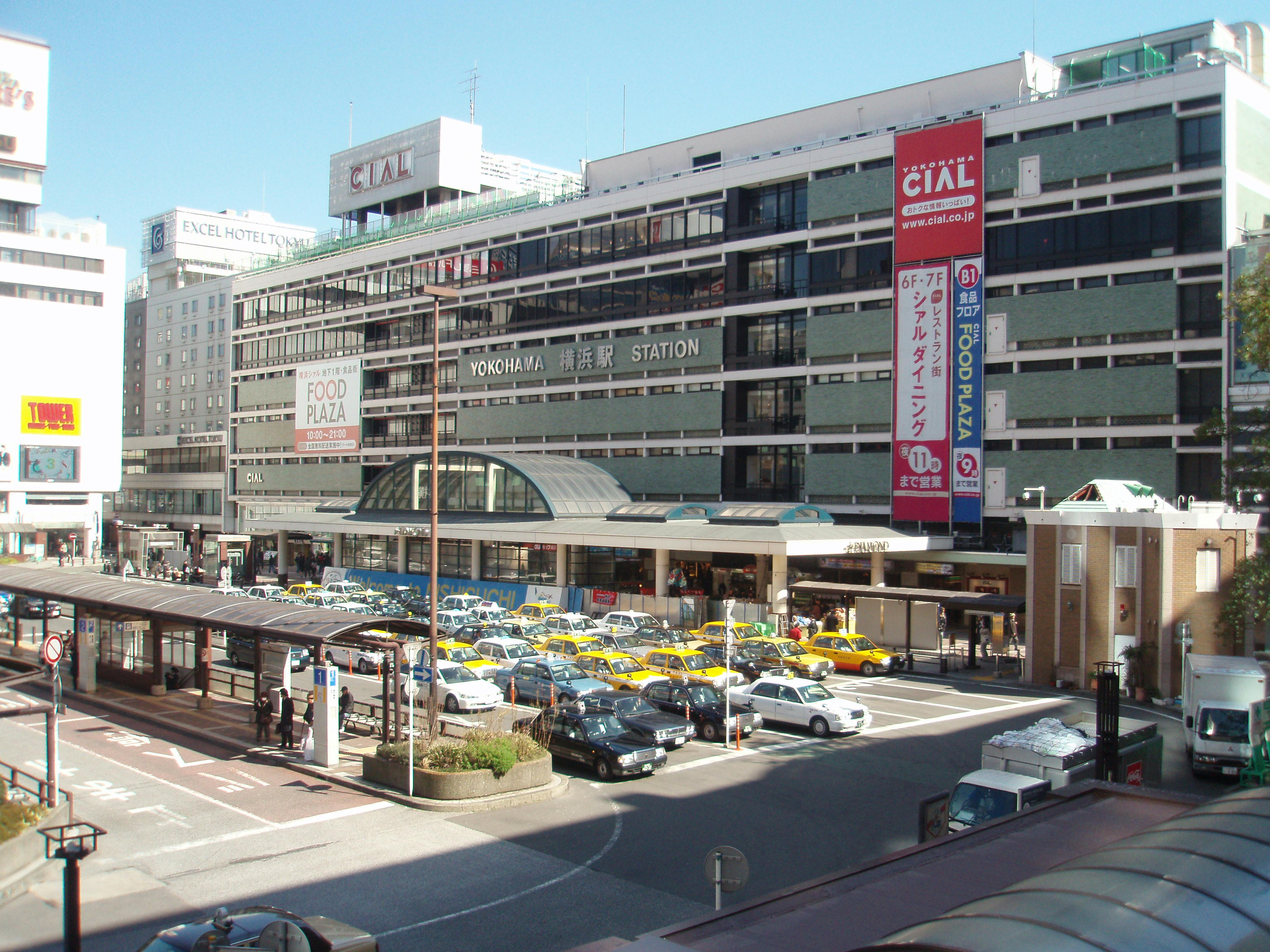
Gara Yokohama, ieșirea de vest
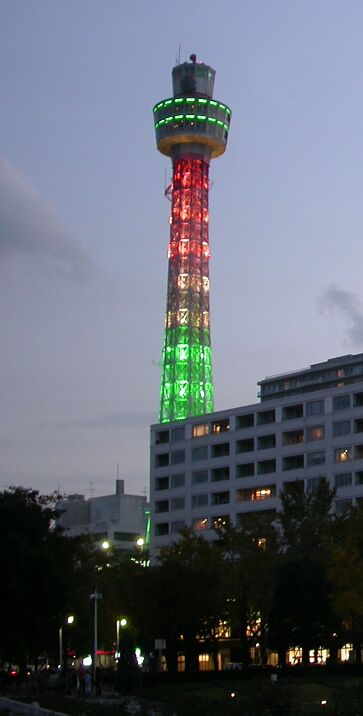
Farul Yokohama Marine Tower
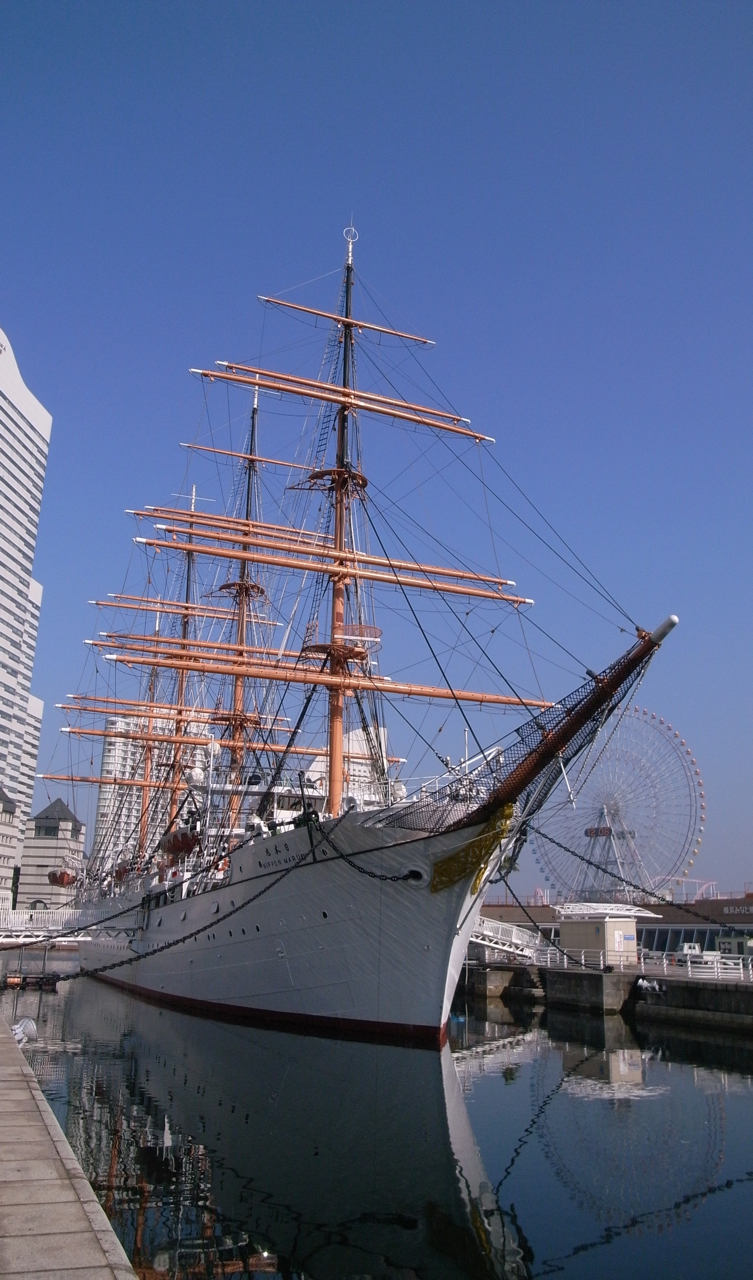
Bricul Nippon-maru
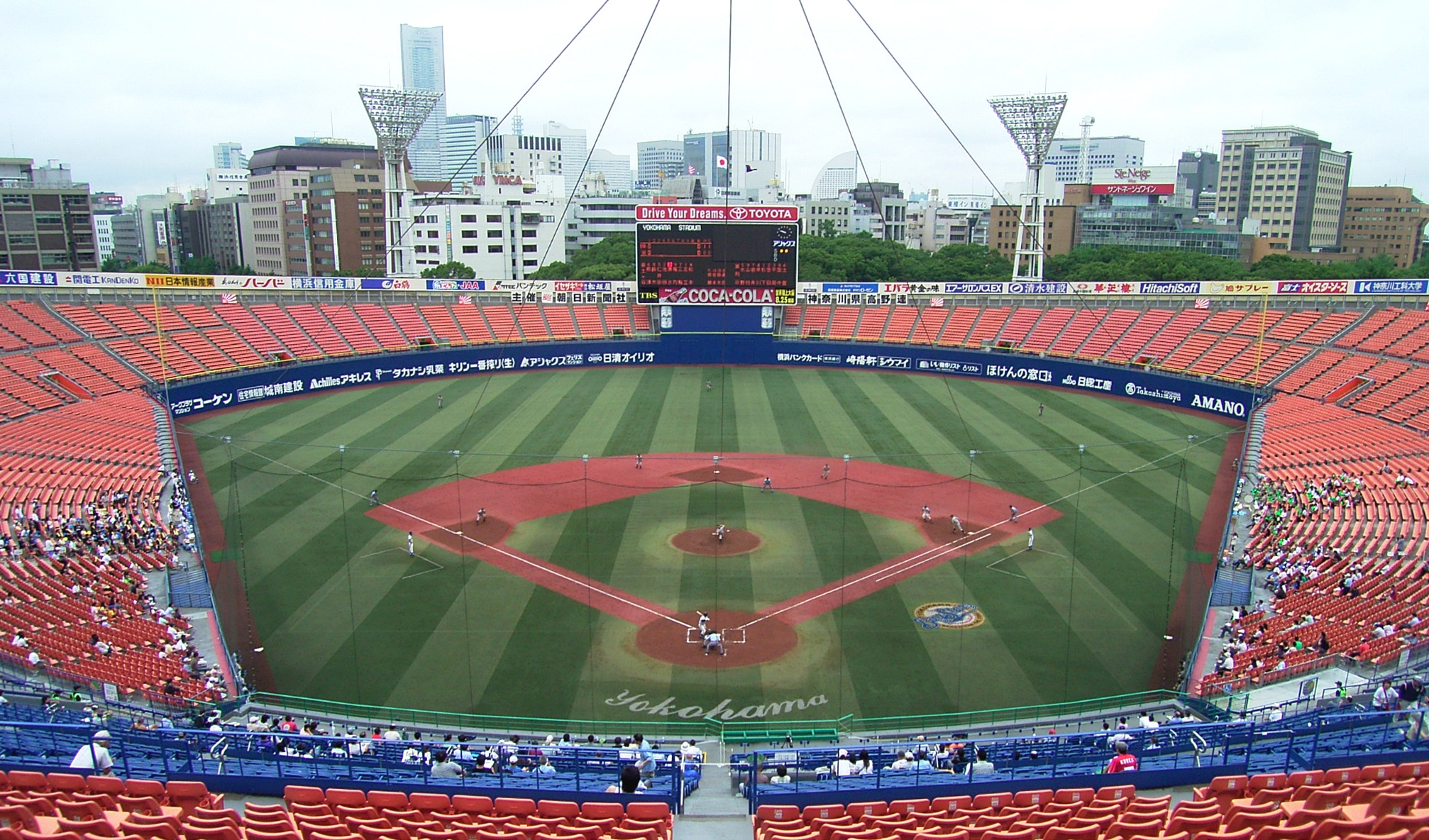
Stadionul de baseball Yokohama
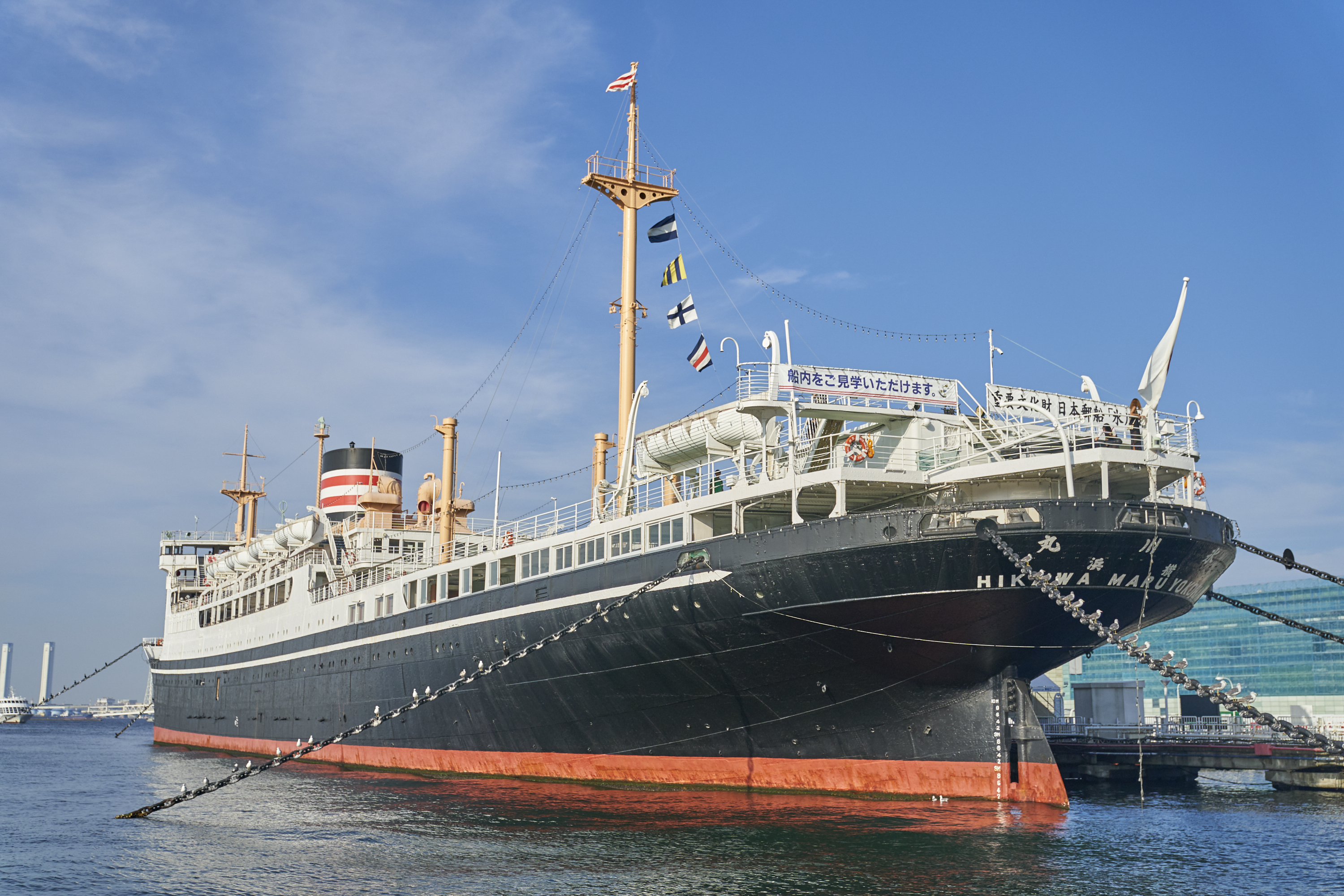
Muzeul navelorHikawa-maru